# Prasinopyra metacausta
Prasinopyra metacausta är en fjärilsart som beskrevs av George Francis Hampson 1910. Prasinopyra metacausta ingår i släktet Prasinopyra och familjen nattflyn. Inga underarter finns listade i Catalogue of Life.